# Cempaka Putih (onderdistrict)
Cempaka Putih is een onderdistrict van de stadgemeente Jakarta Pusat (Centraal Jakarta) in de provincie Jakarta, Indonesië. Het ligt ten westen van de Jend A Yani toll road.
Universitas Jayabaya en de Salemba gevangenis liggen in dit onderdistrict.

## Verdere onderverdeling
Het onderdistrict Cempaka Putih is verdeeld in 3 kelurahan:
1. Cempaka Putih Timur, postcode 10510
2. Cempaka Putih Barat, postcode 10520
3. Rawa Sari (Rawasari), postcode 10570